# Růže Amnesty International
Růže Amnesty International (jiné jméno je také 'Delcreja', rod Rosaceae) je vyšlechtěný kultivar husté popínavé růže, který byl představen veřejnosti v roce 2015. 

## Historie
Růže byla vyšlechtěna Georgem Delbartem při příležitosti 80letého výročí Školek a růžových zahrad G. Delbarda. K jejímu pokřtění a představení veřejnosti došlo 4. června 2015 v pařížských zahradách v Tuileriích. Kmotry růže byli britská herečka žijící ve Francii Jane Birkin a francouzský politik a spisovatel Eric Orssena. Slavnosti se zúčastnili i Geneviève Garrigos, bývalá prezidentka Amnesty International ve Francii, a Eric Chauvin za pěstební školku. 
Růže má ztělesňovat poslání organizace Amnesty International (AI). Keř této růže byl 26. června 2015 při příležitosti Světového dne podpory obětem mučení za přítomnosti tehdejší starostky Paříže Anne Hidalgo a Geneviève Garrigosové, slavnostně vysazen v zahradách Trocadéro poblíž Náměstí lidských práv.

## Partnerství
Vzhledem k partnerství mezi Školkami a růžovými zahradami G. Delbarda a organizací Amnesty International získává AI z prodeje každé rostliny tohoto kultivaru růže 1 euro.
Citace při příležitosti vyšlechtění a představení růže – Arnaud Delbard: Nous sommes heureux et fiers de mettre notre savoir-faire au service de la défense des droits humains. Nous avons souhaité ce rosier d'une résistance exceptionnelle, afin de rendre hommage à Amnesty International, avec laquelle nous partageons les valeurs.

## Charakteristika
Jedná se o pnoucí, po citrusech vonící růži, která může dosahovat výšky 2,5–4 m a šířky 1,5–2,5 m. Kvete opakovaně v létě a na podzim žlutými květy s bílými okvětními plátky. Jako dominantní barva květu se udává žlutá.

## Půda
Růže roste v humózní, dobře propustné půdě, na plném slunci. Vyhovuje jí neutrální, kyselé i zásadité pH půdy.

## Možné  využití
- Městské prostředí a nádvoří
- Chalupy a přírodní zahrádky
- Pokrytí zdí
- Řezané květy[5]